# Форбах (приток Таубера)
Форбах (нем. Vorbach) — река в Германии, протекает по в северо-восточной части земли Баден-Вюртемберг. Левый приток Таубера.
Длина реки составляет 24,57 км, площадь бассейна — 116,54 км². Исток находится неподалёку от Шроцберга на высоте 477 м. Течёт в основном в северном направлении. Впадает в Таубер в Вайкерсхайме, высота устья — 224 м.
Крупнейший приток — Ройтальбах (8,2 км).
Речной индекс — 2464.